# Лаврентьев, Иван Яковлевич
Иван Яковлевич Лаврентьев (1896—1942) — полковник РККА, начальник Орджоникидзевского краснознамённого пехотного училища в 1939—1942 годах.

## Биография
Уроженец деревни Еделево (нынешний Бутурлинский район Нижегородской области). Окончил юнкерское училище, на воинской службе с 1918 года. Член ВКП(б) с 1925 года. В 1938 году был командиром батальона курсантов, в 1939—1940 годах — заместитель начальника 1-го Орджоникидзевского военного училища (оно же 1-е Орджоникидзевское Краснознамённое пехотное училище), в 1940—1942 годах — начальник училища. Награждён медалью «XX лет РККА».
В середине октября 1941 года полковник Лаврентьев произвёл первый ускоренный выпуск офицеров училища (с июня 1941 по июль 1942 годов было выпущено свыше 4 тысяч командиров). 18 июля 1942 года училище было преобразовано в курсантский полк, который возглавил Лаврентьев: с ним он участвовал в Сталинградской битве. 2 августа 1942 года в районе хутора Чаусовского в результате прямого попадания авиабомбы в машину полковник был тяжело ранен и отправлен на самолёте в Сталинград, однако от полученного ранения скончался. Похоронен (предположительно) в братской могиле в Иловлинском районе (сельское поселение Сиротинское, хутор Хмелевский).
18 ноября 1943 года указом Президиума Верховного Совета СССР был посмертно награждён орденом Ленина.